# یواس‌اس الک (۱۸۶۳)
یواس‌اس الک (۱۸۶۳) (به انگلیسی: USS Elk (1863)) یک کشتی بخار آمریکایی به طول ۱۵۶ فوت (۴۸ متر) بود که در زمان جنگ داخلی آمریکا توسط اتحادیه آمریکا استفاده می شد. 